# La Douleur (Gérôme)

La Douleur est une sculpture en bronze patiné de 1891 de l’artiste français Jean-Léon Gérôme. Elle fait partie de la collection du musée Jean-Léon Gérôme de Vesoul (France).
La statue est réalisée pour orner la tombe de son seul fils Jean Armand Gérôme qu’il perd en 1891 à la suite d’une noyade. L’œuvre restera sur sa tombe au cimetière de Montmartre à Paris jusqu’en 1985 où Mme Masson, petite fille de l’artiste, en fera don au musée de Vesoul.
La sculpture représente une femme assise enveloppée dans un voile. Elle a le regard vide, la tête penchée reposant sur son point et le coude sur sa cuisse. Son autre bras pend mollement entre ses genoux. Elle a les pieds nus. Quelques fleurs sont posées à côté.

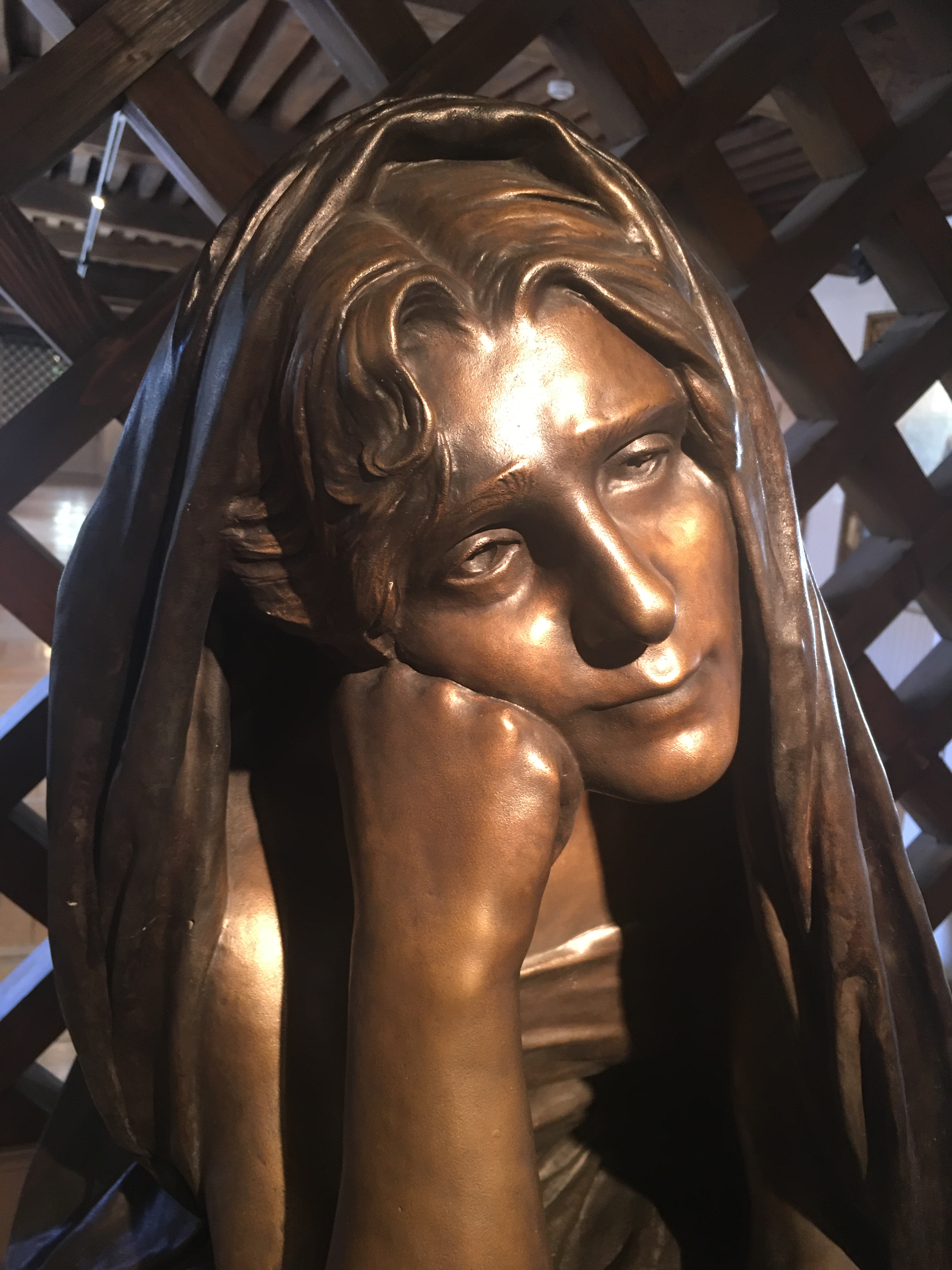
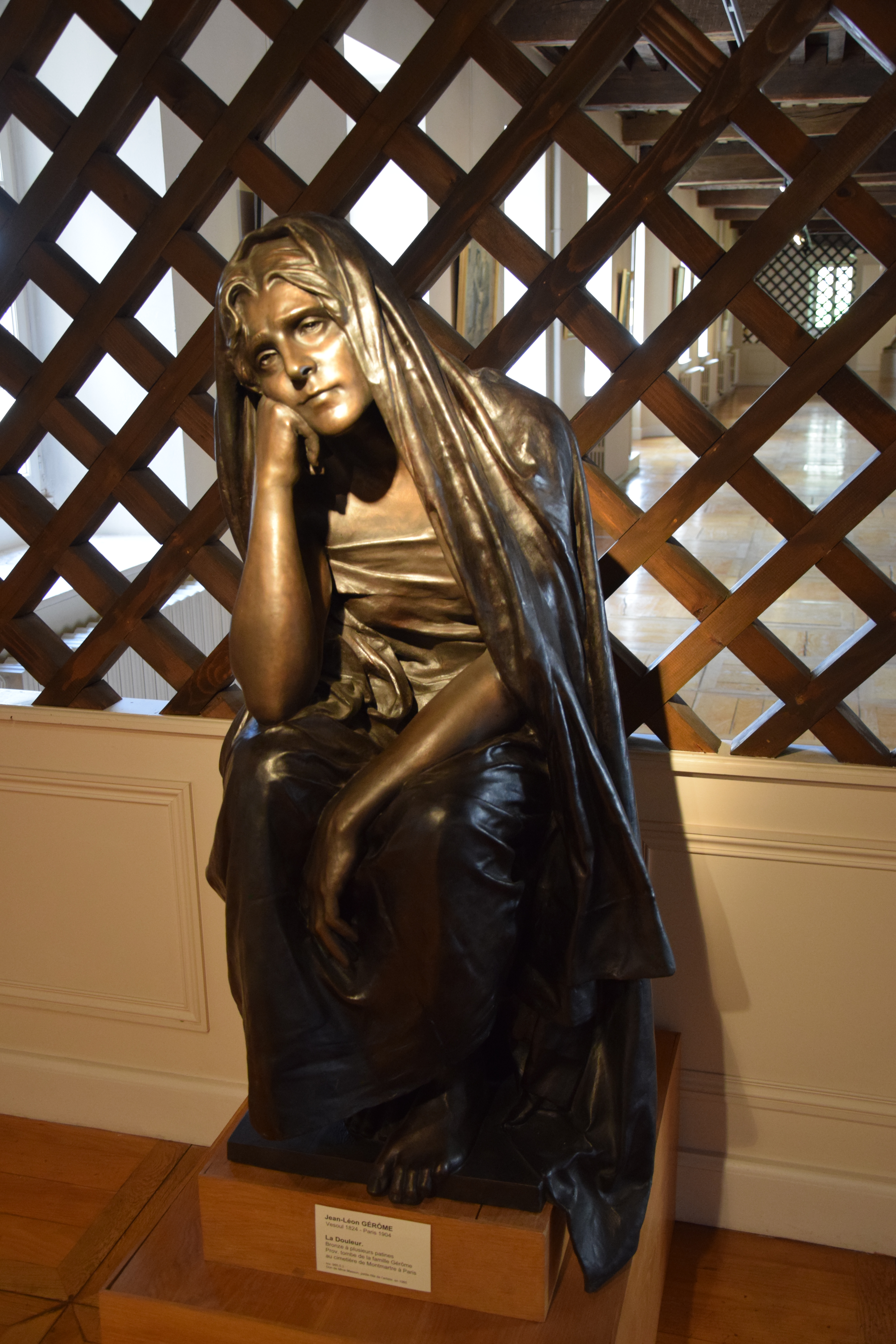
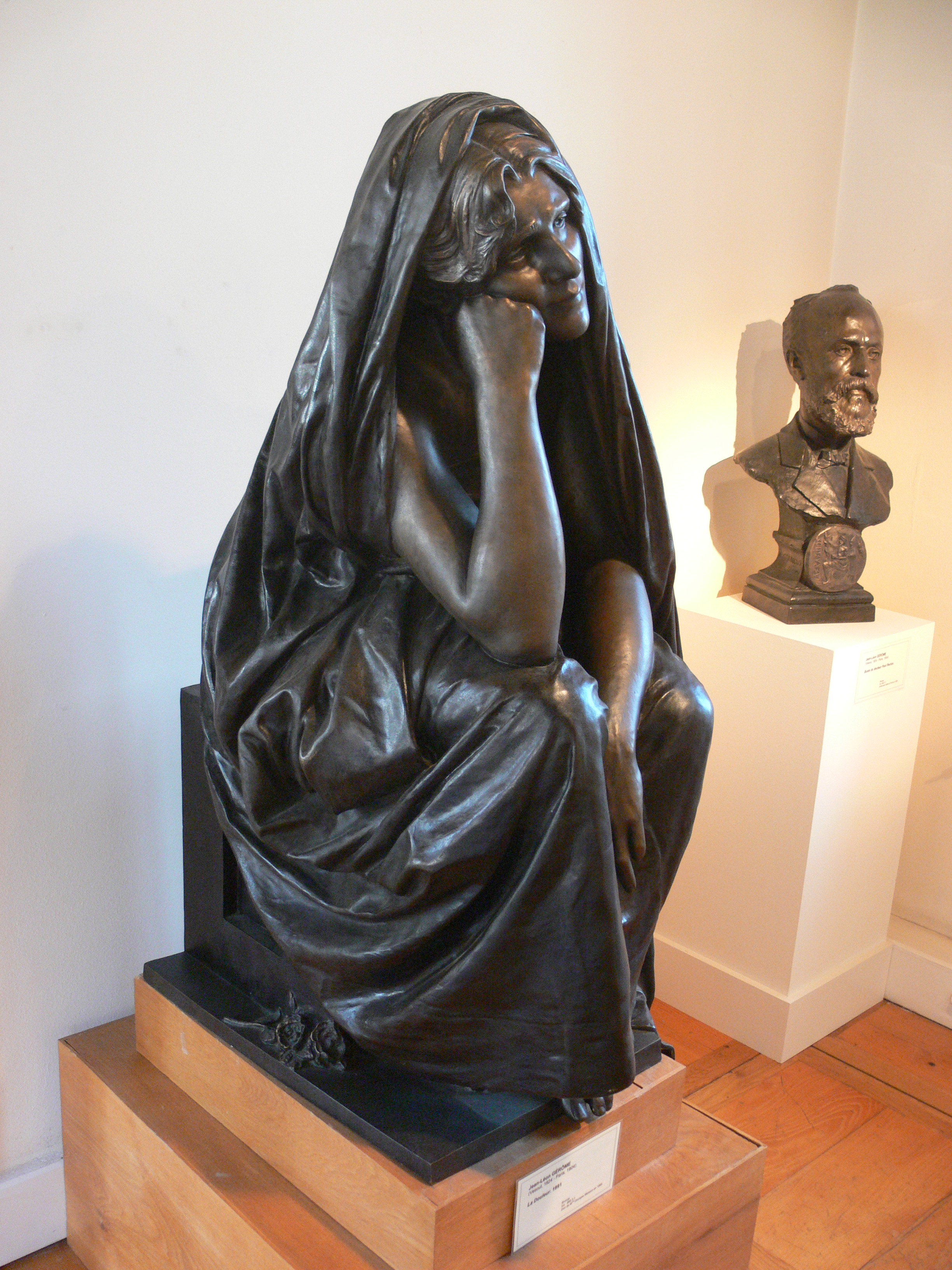
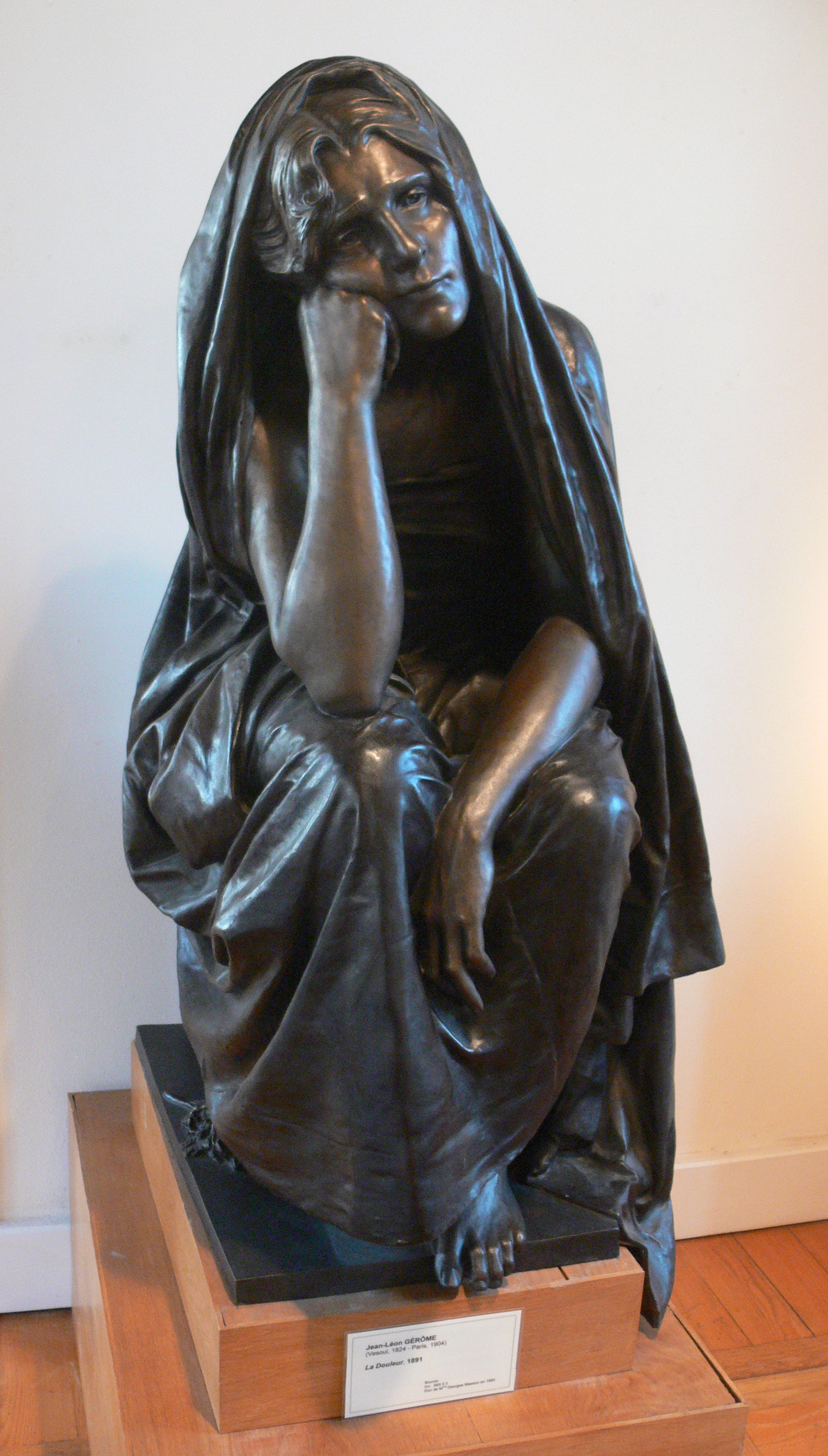